# Hordeum bogdanii
Hordeum bogdanii là một loài thực vật có hoa trong họ Hòa thảo. Loài này được Wilensky mô tả khoa học đầu tiên năm 1918.